# Skilanglauf-Alpencup 2005/06
Der Skilanglauf-Alpencup 2005/06 war eine von der FIS organisierte Wettkampfserie,  die zum Unterbau des Skilanglauf-Weltcups 2005/06 gehörte. Er begann am 10. Dezember 2005 in Toblach und endete am 26. Februar 2006 in Candanchú. Die Gesamtwertung der Männer gewann Loris Frasnelli und bei den Frauen Katrin Zeller.

## Männer

### Resultate
| 1. Alpencup in Toblach, 10. und 11. Dezember 2005 | 1. Alpencup in Toblach, 10. und 11. Dezember 2005 | 1. Alpencup in Toblach, 10. und 11. Dezember 2005 | 1. Alpencup in Toblach, 10. und 11. Dezember 2005 | 1. Alpencup in Toblach, 10. und 11. Dezember 2005 |
| ------------------------------------------------- | ------------------------------------------------- | ------------------------------------------------- | ------------------------------------------------- | ------------------------------------------------- |
| Datum                                             | Disziplin                                         | Erster Platz                                      | Zweiter Platz                                     | Dritter Platz                                     |
| 10. Dezember 2005                                 | 10 km klassisch                                   | Marco Cattaneo                                    | Loris Frasnelli                                   | Bruno Carrara                                     |
| 11. Dezember 2005                                 | 15 km Freistil                                    | Sergei Schirjajew                                 | Marco Cattaneo                                    | Teemu Kattilakoski                                |

| 2. Alpencup in Olten und Campra, 15.–18. Dezember 2005 | 2. Alpencup in Olten und Campra, 15.–18. Dezember 2005 | 2. Alpencup in Olten und Campra, 15.–18. Dezember 2005 | 2. Alpencup in Olten und Campra, 15.–18. Dezember 2005 | 2. Alpencup in Olten und Campra, 15.–18. Dezember 2005 |
| ------------------------------------------------------ | ------------------------------------------------------ | ------------------------------------------------------ | ------------------------------------------------------ | ------------------------------------------------------ |
| Datum                                                  | Disziplin                                              | Erster Platz                                           | Zweiter Platz                                          | Dritter Platz                                          |
| 15. Dezember 2005                                      | Sprint Freistil                                        | Roddy Darragon                                         | Erik Øvsthus Bakkejord                                 | Anti Saarepuu                                          |
| 17. Dezember 2005                                      | 10 km Freistil                                         | Maurice Manificat                                      | Kay Bochert                                            | Andreas Stitzl                                         |
| 18. Dezember 2005                                      | 15 km klassisch Mst.                                   | Bruno Carrara                                          | Giovanni Gullo                                         | Cristian Saracco                                       |

| 3. Alpencup in St.Ulrich, 7. und 8. Januar 2006 | 3. Alpencup in St.Ulrich, 7. und 8. Januar 2006 | 3. Alpencup in St.Ulrich, 7. und 8. Januar 2006 | 3. Alpencup in St.Ulrich, 7. und 8. Januar 2006 | 3. Alpencup in St.Ulrich, 7. und 8. Januar 2006 |
| ----------------------------------------------- | ----------------------------------------------- | ----------------------------------------------- | ----------------------------------------------- | ----------------------------------------------- |
| Datum                                           | Disziplin                                       | Erster Platz                                    | Zweiter Platz                                   | Dritter Platz                                   |
| 7. Januar 2006                                  | 10 km klassisch                                 | Benoît Chauvet                                  | Giovanni Gullo                                  | David Romer                                     |
| 8. Januar 2006                                  | 15 km Freistil Mst.                             | Matthias Beck                                   | Thomas Diezig                                   | Jürgen Pinter                                   |

| 4. Alpencup in Oberstdorf, 14. und 15. Januar 2006 | 4. Alpencup in Oberstdorf, 14. und 15. Januar 2006 | 4. Alpencup in Oberstdorf, 14. und 15. Januar 2006 | 4. Alpencup in Oberstdorf, 14. und 15. Januar 2006 | 4. Alpencup in Oberstdorf, 14. und 15. Januar 2006 |
| -------------------------------------------------- | -------------------------------------------------- | -------------------------------------------------- | -------------------------------------------------- | -------------------------------------------------- |
| Datum                                              | Disziplin                                          | Erster Platz                                       | Zweiter Platz                                      | Dritter Platz                                      |
| 14. Januar 2006                                    | 20 km Verfolgung                                   | Loris Frasnelli                                    | Benoît Chauvet                                     | Benjamin Seiffert                                  |
| 15. Januar 2006                                    | Sprint Freistil                                    | Torin Koos                                         | Andrew Newell                                      | Toni Lang                                          |

| 5. Alpencup in Taninges, 21. und 22. Januar 2006 | 5. Alpencup in Taninges, 21. und 22. Januar 2006 | 5. Alpencup in Taninges, 21. und 22. Januar 2006 | 5. Alpencup in Taninges, 21. und 22. Januar 2006 | 5. Alpencup in Taninges, 21. und 22. Januar 2006 |
| ------------------------------------------------ | ------------------------------------------------ | ------------------------------------------------ | ------------------------------------------------ | ------------------------------------------------ |
| Datum                                            | Disziplin                                        | Erster Platz                                     | Zweiter Platz                                    | Dritter Platz                                    |
| 21. Januar 2006                                  | 15 km Freistil                                   | Florian Kostner                                  | Pierre Chauvet                                   | Michael Hauser                                   |
| 22. Januar 2006                                  | 15 km klassisch Mst.                             | Benoît Chauvet                                   | Roland Clara                                     | Bruno Carrara                                    |

| 6. Alpencup in Santa Maria Maggiore, 10. und 12. Februar 2006 | 6. Alpencup in Santa Maria Maggiore, 10. und 12. Februar 2006 | 6. Alpencup in Santa Maria Maggiore, 10. und 12. Februar 2006 | 6. Alpencup in Santa Maria Maggiore, 10. und 12. Februar 2006 | 6. Alpencup in Santa Maria Maggiore, 10. und 12. Februar 2006 |
| ------------------------------------------------------------- | ------------------------------------------------------------- | ------------------------------------------------------------- | ------------------------------------------------------------- | ------------------------------------------------------------- |
| Datum                                                         | Disziplin                                                     | Erster Platz                                                  | Zweiter Platz                                                 | Dritter Platz                                                 |
| 10. Februar 2006                                              | Sprint Freistil                                               | Roddy Darragon                                                | Bruno Debertolis                                              | Cristian Saracco                                              |
| 12. Februar 2006                                              | 30 km Freistil Mst.                                           | Bruno Debertolis                                              | Pierre Chauvet                                                | Teemu Kattilakoski                                            |

| 7. Alpencup in Candanchú, 25. und 26. Februar 2006 | 7. Alpencup in Candanchú, 25. und 26. Februar 2006 | 7. Alpencup in Candanchú, 25. und 26. Februar 2006 | 7. Alpencup in Candanchú, 25. und 26. Februar 2006 | 7. Alpencup in Candanchú, 25. und 26. Februar 2006 |
| -------------------------------------------------- | -------------------------------------------------- | -------------------------------------------------- | -------------------------------------------------- | -------------------------------------------------- |
| Datum                                              | Disziplin                                          | Erster Platz                                       | Zweiter Platz                                      | Dritter Platz                                      |
| 25. Februar 2006                                   | 10 km Freistil Mst.                                | Florian Kostner                                    | David Hofer                                        | Loris Frasnelli                                    |
| 26. Februar 2006                                   | Teamsprint klassisch                               | Italien II Giovanni Gullo Bruno Carrara            | Italien I Cristian Saracco Loris Frasnelli         | Italien IIIFlorian Kostner David Hofer             |

### Gesamtwertung Männer
| Rang | Name             | Punkte |
| ---- | ---------------- | ------ |
| 01   | Loris Frasnelli  | 308    |
| 02   | Benoît Chauvet   | 244    |
| 03   | Florian Kostner  | 236,5  |
| 04   | Bruno Carrara    | 204    |
| 05   | Cristian Saracco | 193    |
| 06   | Kay Bochert      | 163    |
| 07   | Robin Duvillard  | 154    |
| 08   | Giovanni Gullo   | 154    |
| 09   | David Hofer      | 137,5  |
| 10   | Bruno Debertolis | 134    |

| Rang | Name           | Punkte |
| ---- | -------------- | ------ |
| 11.  | Marco Cattaneo | 100    |
| 12.  | Toni Lang      | 100    |
| 13.  | Roddy Darragon | 100    |
| 14.  | Toni Livers    | 99     |
| 15.  | Thomas Diezig  | 94     |
| 16.  | Andreas Stitzl | 92     |
| 17.  | Pierre Chauvet | 86     |
| 18.  | Cyril Miranda  | 86     |
| 19.  | Matthias Beck  | 85     |
| 20.  | Tom Reichelt   | 77     |

| Rang | Name                  | Punkte |
| ---- | --------------------- | ------ |
| 21.  | Michael Hauser        | 71     |
| 22.  | Vicenç Vilarrubla     | 67     |
| 23.  | Harald Wurm           | 66     |
| 24.  | Gaudenz Flury         | 66     |
| 25.  | Erik Hänel            | 61     |
| 26.  | Benoît-Gilles Dufourd | 61     |
| 27.  | Diego Ruiz            | 60     |
| 28.  | Benjamin Seifert      | 59     |
| 29.  | Andreas Waldmeier     | 58     |
| 30.  | Daniele Chioda        | 53     |

## Frauen

### Resultate
| 1. Alpencup in Toblach, 10. und 11. Dezember 2005 | 1. Alpencup in Toblach, 10. und 11. Dezember 2005 | 1. Alpencup in Toblach, 10. und 11. Dezember 2005 | 1. Alpencup in Toblach, 10. und 11. Dezember 2005 | 1. Alpencup in Toblach, 10. und 11. Dezember 2005 |
| ------------------------------------------------- | ------------------------------------------------- | ------------------------------------------------- | ------------------------------------------------- | ------------------------------------------------- |
| Datum                                             | Disziplin                                         | Erster Platz                                      | Zweiter Platz                                     | Dritter Platz                                     |
| 10. Dezember 2005                                 | 5 km klassisch                                    | Virpi Kuitunen                                    | Aino-Kaisa Saarinen                               | Nicole Fessel                                     |
| 11. Dezember 2005                                 | 10 km Freistil                                    | Virpi Kuitunen                                    | Walentyna Schewtschenko                           | Anke Reschwamm Schulze                            |

| 2. Alpencup in Olten und Campra, 15.–18. Dezember 2005 | 2. Alpencup in Olten und Campra, 15.–18. Dezember 2005 | 2. Alpencup in Olten und Campra, 15.–18. Dezember 2005 | 2. Alpencup in Olten und Campra, 15.–18. Dezember 2005 | 2. Alpencup in Olten und Campra, 15.–18. Dezember 2005 |
| ------------------------------------------------------ | ------------------------------------------------------ | ------------------------------------------------------ | ------------------------------------------------------ | ------------------------------------------------------ |
| Datum                                                  | Disziplin                                              | Erster Platz                                           | Zweiter Platz                                          | Dritter Platz                                          |
| 15. Dezember 2005                                      | Sprint Freistil                                        | Nicole Fessel                                          | Magda Genuin                                           | Emilie Vina                                            |
| 17. Dezember 2005                                      | 5 km Freistil                                          | Virpi Kuitunen                                         | Riitta Liisa Lassila                                   | Aino-Kaisa Saarinen                                    |
| 18. Dezember 2005                                      | 10 km klassisch Mst.                                   | Virpi Kuitunen                                         | Aino-Kaisa Saarinen                                    | Nicole Fessel                                          |

| 3. Alpencup in St.Ulrich, 7. und 8. Januar 2006 | 3. Alpencup in St.Ulrich, 7. und 8. Januar 2006 | 3. Alpencup in St.Ulrich, 7. und 8. Januar 2006 | 3. Alpencup in St.Ulrich, 7. und 8. Januar 2006 | 3. Alpencup in St.Ulrich, 7. und 8. Januar 2006 |
| ----------------------------------------------- | ----------------------------------------------- | ----------------------------------------------- | ----------------------------------------------- | ----------------------------------------------- |
| Datum                                           | Disziplin                                       | Erster Platz                                    | Zweiter Platz                                   | Dritter Platz                                   |
| 7. Januar 2006                                  | 5 km klassisch                                  | Katrin Zeller                                   | Stephanie Santer                                | Élodie Bourgeois-Pin                            |
| 8. Januar 2006                                  | 10 km Freistil Mst.                             | Magda Genuin                                    | Anke Reschwamm Schulze                          | Antje Mämpel                                    |

| 4. Alpencup in Oberstdorf, 14. und 15. Januar 2006 | 4. Alpencup in Oberstdorf, 14. und 15. Januar 2006 | 4. Alpencup in Oberstdorf, 14. und 15. Januar 2006 | 4. Alpencup in Oberstdorf, 14. und 15. Januar 2006 | 4. Alpencup in Oberstdorf, 14. und 15. Januar 2006 |
| -------------------------------------------------- | -------------------------------------------------- | -------------------------------------------------- | -------------------------------------------------- | -------------------------------------------------- |
| Datum                                              | Disziplin                                          | Erster Platz                                       | Zweiter Platz                                      | Dritter Platz                                      |
| 14. Januar 2006                                    | 10 km Verfolgung                                   | Nicole Fessel                                      | Coraline Hugue                                     | Silvia Rupil                                       |
| 15. Januar 2006                                    | Sprint Freistil                                    | Vesna Fabjan                                       | Aurelie Jäggy                                      | Barbara Feichtner                                  |

| 5. Alpencup in Taninges, 21. und 22. Januar 2006 | 5. Alpencup in Taninges, 21. und 22. Januar 2006 | 5. Alpencup in Taninges, 21. und 22. Januar 2006 | 5. Alpencup in Taninges, 21. und 22. Januar 2006 | 5. Alpencup in Taninges, 21. und 22. Januar 2006 |
| ------------------------------------------------ | ------------------------------------------------ | ------------------------------------------------ | ------------------------------------------------ | ------------------------------------------------ |
| Datum                                            | Disziplin                                        | Erster Platz                                     | Zweiter Platz                                    | Dritter Platz                                    |
| 21. Januar 2006                                  | 10 km Freistil                                   | Daria Gaiazova                                   | Barbara Moriggl                                  | Ursina Badilatti                                 |
| 22. Januar 2006                                  | 10 km klassisch Mst.                             | Caroline Weibel                                  | Amanda Ammar                                     | Daria Gaiazova                                   |

| 6. Alpencup in Santa Maria Maggiore, 10. und 12. Februar 2006 | 6. Alpencup in Santa Maria Maggiore, 10. und 12. Februar 2006 | 6. Alpencup in Santa Maria Maggiore, 10. und 12. Februar 2006 | 6. Alpencup in Santa Maria Maggiore, 10. und 12. Februar 2006 | 6. Alpencup in Santa Maria Maggiore, 10. und 12. Februar 2006 |
| ------------------------------------------------------------- | ------------------------------------------------------------- | ------------------------------------------------------------- | ------------------------------------------------------------- | ------------------------------------------------------------- |
| Datum                                                         | Disziplin                                                     | Erster Platz                                                  | Zweiter Platz                                                 | Dritter Platz                                                 |
| 10. Februar 2006                                              | Sprint Freistil                                               | Karin Moroder                                                 | Magda Genuin                                                  | Caroline Weibel                                               |
| 12. Februar 2006                                              | 15 km Freistil Mst.                                           | Katrin Zeller                                                 | Magda Genuin                                                  | Barbara Moriggl                                               |

| 7. Alpencup in Candanchú, 25. und 26. Februar 2006 | 7. Alpencup in Candanchú, 25. und 26. Februar 2006 | 7. Alpencup in Candanchú, 25. und 26. Februar 2006 | 7. Alpencup in Candanchú, 25. und 26. Februar 2006 | 7. Alpencup in Candanchú, 25. und 26. Februar 2006 |
| -------------------------------------------------- | -------------------------------------------------- | -------------------------------------------------- | -------------------------------------------------- | -------------------------------------------------- |
| Datum                                              | Disziplin                                          | Erster Platz                                       | Zweiter Platz                                      | Dritter Platz                                      |
| 25. Februar 2006                                   | 5 km Freistil Mst.                                 | Katrin Zeller                                      | Anke Reschwamm Schulze                             | Magda Genuin                                       |
| 26. Februar 2006                                   | Teamsprint klassisch                               | Italien I Silvia Rupil Magda Genuin                | Deutschland I Katrin Zeller Antje Dittrich         | Italien IIMarina Piller Barbara Moriggl            |

### Gesamtwertung Frauen
| Rang | Name                   | Punkte |
| ---- | ---------------------- | ------ |
| 01   | Katrin Zeller          | 337    |
| 02   | Magda Genuin           | 318    |
| 03   | Anke Reschwamm Schulze | 309    |
| 04   | Nicole Fessel          | 254    |
| 05   | Caroline Weibel        | 187    |
| 06   | Barbara Moriggl        | 181    |
| 07   | Aurelie Jäggy          | 179    |
| 08   | Ursina Badilatti       | 179    |
| 09   | Silvia Rupil           | 157    |
| 010  | Stephanie Santer       | 146    |

| Rang | Name              | Punkte |
| ---- | ----------------- | ------ |
| 11.  | Silvana Bucher    | 138    |
| 12.  | Antje Mämpel      | 136    |
| 13.  | Coraline Hugue    | 135    |
| 14.  | Seraina Boner     | 120    |
| 15.  | Emilie Vina       | 119    |
| 16.  | Aurore Cuinet     | 99     |
| 17.  | Nadine Bachmann   | 98     |
| 18.  | Veronica Cavallar | 93     |
| 19.  | Antje Dittrich    | 86     |
| 20.  | Barbara Feichtner | 80     |

| Rang | Name              | Punkte |
| ---- | ----------------- | ------ |
| 21.  | Doris Trachsel    | 80     |
| 22.  | Bettina Gruber    | 74     |
| 23.  | Sandra Gredig     | 70     |
| 24.  | Anna-Lisa Bailly  | 67     |
| 25.  | Marion Barnet     | 67     |
| 26.  | Marion Ruf        | 63     |
| 27.  | Vesna Fabjan      | 61     |
| 28.  | Karin Moroder     | 56     |
| 29.  | Cécile Storti     | 54     |
| 30.  | Stefanie Wunderle | 46     |